# Ækvatorialguinea ved sommer-OL 2016
Ækvatorialguinea deltog ved sommer-OL 2016 i Rio de Janeiro, Brasilien i perioden 5. august til 21. august 2016. Dette var landets niende deltagelse ved sommer-OL.